# الدائرة الانتخابية الرابعة (الكويت)
الدائرة الانتخابية الرابعة، هي إحدى الدوائر الانتخابية التابعة لانتخابات مجلس الأمة الكويتي. يبلغ عدد الناخبين بالدائرة نحو 103 ألف ناخب في 2009 ، اعلى مرشح حصل على الاصوات حق عليها النائب السابق شعيب شباب المويزري (15455) .

## تضم المناطق التالية
- الفروانية
- الفردوس
- العمرية
- الرابية
- الرقعي
- الأندلس
- جليب الشيوخ
- ضاحية صباح الناصر
- الشدادية
- صيهد العوازم
- الرحاب
- العضيلية
- العارضية
- إشبيلية
- ضاحية عبد الله المبارك
- الصليبية والمساكن الحكومية
- مدينة سعد العبد الله
- الجهراء
- مناطق البر الممتدة من حدود دولة الكويت مع العراق شمالا وغربا وحدود الكويت مع المملكة العربية السعودية حتى مركز المتياهة جنوبا.